# Aliento (película)
Aliento es una película de Corea del Sur dirigida por Kim Ki-duk en el año 2007.

## Argumento
Cuando Yeon se entera de que su marido tiene una amante, decide ir a la cárcel a visitar a Jin, un preso con varios intentos de suicidio al que conoce gracias a la televisión. Aunque Jin nunca tiene visitas, acepta la de Yeon por tratarse de una mujer, pero se muestra esquivo. Lejos de desanimarse, Yeon sigue acudiendo a ver a Jin, adornando su celda con flores y fotografías, según las cuatro estaciones del año. Antes de que la muerte aceche, el amor surgirá entre ellos con una fuerza especial.

## Elenco
- Chang Chen como Jin
- Ha Jung-woo como el marido de Yeon
- Park Ji-a  como Yeon
- Kang In-hyung como un prisionero
- Lee Joo-seok como un preso pintor
- Kim Ki-duk como el jefe de seguridad.

## Premios
- Festival internacional de cinema do Porto[1]